# Márcio Marcelo Leite Júnior
Márcio Marcelo Leite Júnior (Porto Feliz, 14 gennaio 1993) è un ex calciatore brasiliano, di ruolo difensore.

## Caratteristiche tecniche
È un difensore centrale.